# Nash (Teksas)
Nash je grad u američkoj saveznoj državi Teksas. Prema popisu stanovništva iz 2010. u njemu je živjelo 2.960 stanovnika.